# Aeroportul Leite Lopes
Aeroportul Leite Lopes (IATA: RAO, ICAO: SBRP) este un aeroport din Ribeirão Preto, São Paulo, Brazilia ce deservește zona Ribeirão Preto. Aeroportul a fost tranzitat în 2022 de 549.160 de pasageri. A fost deschis în 1939.
Situat la o altitudine de 550 m, aeroportul dispune de 1 pistă. Este operat de DAESP⁠(d).

## Infrastructură

### Piste
Aeroportul dispune de o singură pistă. Pista 18/36 are suprafața de asfalt și dimensiunile 2.100 m × 45 m. 